# Bruno Bacchetta
Bruno Bacchetta (Omegna, 18 agosto 1944) è un ex calciatore italiano, di ruolo centrocampista.

## Carriera

Bacchetta (accosciato, primo da sinistra) nel Perugia del 1967-1968

Bacchetta ha iniziato a giocare nell'Omegna, squadra della sua città natale, prima di essere prelevato dal Milan, che lo ha aggregato alle proprie formazioni giovanili.
Nel 1963 è passato in prima squadra, con cui ha disputato 8 partite in Serie A, esordendo il 2 febbraio 1964 contro il Messina, una in Coppa Italia e una in Coppa dei Campioni, il 13 febbraio 1964 nella gara di ritorno dei quarti di finale contro il Real Madrid, disputando un'ottima partita.
Nella stagione seguente è sceso in campo in sole 2 occasioni, una in Coppa Italia e l'altra in Coppa delle Fiere. Nel 1965 è passato al Genoa, con cui ha disputato altre 6 partite in Serie A. Tornato a Milano l'anno seguente, ha giocato un'unica partita in Coppa delle Fiere. Successivamente viene ceduto al Perugia in Serie B, con cui disputa alcune stagioni prima di ritirarsi dal "grande calcio" anche a causa di due fratture subite alla gamba.
Tornato a Omegna, continua a giocare nel sodalizio cittadino, militandovi altri sette anni, di cui due in Serie C, per poi decidere di dirigere la ditta edile in precedenza del padre e del nonno.

## Palmarès

### Club

#### Competizioni nazionali
- Serie D: 1

Omegna: 1976-1977
- Coppa Italia: 1

Milan: 1966-1967